# Role člověka
Role člověka (finsky Ihmisen osa) je román finského spisovatele Kariho Hotakainena. Poprvé vyšel roku 2009, do češtiny byl přeložen v roce 2013.

## Obsah
Salme Malnikusová prodala svůj životní příběh spisovateli hledajícímu námět. Je matkou tří dětí. Nejstarší Helena má dceru, která přijde o život při tragické nehodě. To změní poklidný chod života celé rodiny. Podle jejího názoru nebyl viník nehody po zásluze potrestán, a tak se rodina odhodlá ke kruté pomstě. Salme miluje pravdu a nesnáší lež. Proto žádá spisovatele, aby psal pouze a přesně to, co mu říká. Nicméně sama netuší, jak moc je klamána svými vlastními dětmi. Například syn Pekka tvrdí, že je úspěšným obchodníkem, ve skutečnosti ale nemá práci a vydělává si na ulici převlečený za přistěhovalce z Peru. Dále se v knize vyskytuje příběh člověka, který se seznámí s Helenou a chce ji poznat blíže. Později ale vyjde najevo, že je aktérem oné tragické nehody. 
Tematicky se jedná o příběh o tom, jak mohou maličkosti a malé role lidí v našem životě změnit naprosto vše. Finsko zde není vykresleno jako ideální země, jak můžeme někdy slyšet nebo číst, ale naopak jako země mnoha problémů.

## Česká vydání
- Role člověka. Překlad Vladimír Piskoř. Praha: Dybbuk, 2011. 253 s. ISBN 978-807-4380-389.